# ماريانو فالديس شافاري
ماريانو فالديس شافاري (1947 - 27 فبراير 2021) طبيب قلب وأكاديمي إسباني.

## السيرة الشخصية
ولد شافاري في مدريد، وأمضى 35 عامًا في التدريس في مورسيا. حصل على درجة الدكتوراه في الطب من جامعة فالنسيا وكان أول من أطلق برنامج قسطرة في إسبانيا لعلاج احتشاء عضلة القلب. أكمل تدريبه في الطب الباطني في مستشفى جامعة فالنسيا وفي العديد من المؤسسات الأمريكية مثل معهد منتصف أمريكا للقلب، ومركز مينورا الطبي، ومركز بيثاني الطبي، وكلها في كانساس سيتي وميسوري وكانساس سيتي، كانساس.
بالعودة إلى إسبانيا عمل شافاري كرئيس لقسم علم الأمراض في جامعة مورسيا وكان رئيسًا لقسم خدمات أمراض القلب في مستشفى كلينيكو يونيفيرسيتاريو فيرجن دي لا أركساكا حتى تقاعد في عام 2017 لكنه استمر في الممارسة الخاصة حتى وفاته.
توفي ماريانو فالديس شافاري بسبب كوفيد 19 خلال الجائحة في إسبانيا في إلمار في 27 فبراير 2021 عن عمر يناهز 74 عامًا.